# Cryptops orientalis
Cryptops orientalis är en mångfotingart som beskrevs av Jangi 1955. Cryptops orientalis ingår i släktet Cryptops och familjen Cryptopidae. Inga underarter finns listade i Catalogue of Life.